# Melipotis fascicularis
Melipotis fascicularis är en fjärilsart som beskrevs av Jacob Hübner 1852. Melipotis fascicularis ingår i släktet Melipotis och familjen nattflyn. Inga underarter finns listade i Catalogue of Life.